# Chuukois
Cet article concerne le peuple chuukois. Pour la langue chuuk, voir Chuuk (langue).
Les Chuukois, où Troukais, constituent le peuple indigène des îles Truk et des îles alentour. Ils constituent près de 49% de la population des États fédérés de Micronésie, ce qui en fait de loin le groupe ethnique le plus important du pays.
Ils parlent le chuuk qui appartient à la branche troukique des langues micronésiennes.